# T-13
Il T-13 era un cacciacarri in uso alle forze armate belghe prima della seconda guerra mondiale e durante la battaglia del Belgio. Il mezzo era progettato dalla britannica Vickers-Armstrongs e prodotto da Vickers e dalle belghe Miesse e Ateliers de construction de Familleureux, con armamento della Fonderie Royale de Canons di Herstal. Le prime versioni erano basati su cingolati Vickers importati, modificati con armi e corazzature belghe dalla Miesse; le versioni successive, a partire dalla B3, erano invece prodotte su licenza completamente in Belgio dalla Familleureux. I numeri della produzione totale non sono noti e probabilmente furono sottostimati per ragioni politiche, sia prima che dopo la guerra, ma viene stimata generalmente in 300 mezzi, benché non tutti operativi o disponibili il 10 maggio 1940, giorno dell'inizio dell'invasione. La Germania nazista utilizzò i mezzi durante l'occupazione.

## Storia
In generale, controllando da vicino gli sviluppi politici e militari tedeschi, la necessità di veicoli cingolati corazzati o carri armati era largamente accettata dai vertici militari belgi. La visione politica della materia era invece leggermente più complessa: i governi di Bruxelles, memori della totale distruzione del loro piccolo Paese durante la prima guerra mondiale, cercarono freneticamente di mantenere il Belgio neutrale fin dal 1936 e durante le prime fasi del conflitto. I partiti di destra volevano impedire l'acquisto di armi offensive quali carri e bombardieri, per evitare di provocare il vicino tedesco; i politici di sinistra lo rifiutavano per motivi ideologici.
Sulla base di queste premesse, il cacciacarri T-13 può essere descritto come il risultato della dottrina di neutralità belga: il veicolo doveva essere leggero, quindi poco blindato, e venne realizzato con vano di combattimento a cielo aperto, come i Panzerjäger tedeschi, piuttosto che come un vero carro armato. Inoltre, come per le unità equipaggiate con il carro armato leggero Vickers T-15, anche per quelle montate sui cacciacarri di fatto le definizioni "corazzata", "blindata" o "meccanizzata" non venivano mai utilizzate nelle designazioni ufficiali, preferendo la classificazione storica di "cavalleria".

## Trattore d'artiglieria Vickers Carden Loyd 1934
Le forze armate belghe, fin dagli anni trenta, per la meccanizzazione dell'esercito aveva testato diverse piattaforme straniere. nel 1934 l'esercito firmò un contratto con la britannica Vickers-Armstrongs per 21 o 23 trattori d'artiglieria Vickers Light Dragon Mk I, destinati alle truppe da montagna, gli Chasseurs ardennais, per il traino del cannone da montagna Bofors 75 mm Model 1934, recentemente acquisito. Impressionati dalle prestazioni del veicolo sia su terreni aspri che in pianura, i militari decisero di sviluppare il concetto e sperimentarono l'installazione di un cannone anticarro 47 mm FRC Mle 1931 sullo scafo del trattore, su modello del precedente ed essenzialmente fallimentare del cacciacarri SA FRC 47 mm. Le informazioni sul trattore scarseggiano, anche perché sembra che l'esercito belga sia stato l'unico utilizzatore. Nella sua configurazione basica si trattava di un veicolo cingolato leggero, non corazzato, con vano equipaggio a cielo aperto, pesante a vuoto 2 tonnellate. Era equipaggiato con un motore a benzina Meadows a 5 cilindri, da 3.300 centimetri cubi, erogante 51 hp. A parte le batterie da 75 mm Bofors dei Chasseurs ardennais, nessun altro reparto ricevette questi trattori, preferendo i militari belgi il più piccolo ed economico Familleureux/Vickers Utility Tractor A/B come trasporto cingolato standard. Tuttavia, grazie al suo successo presso le truppe da montagna, i Belgi ordinarono altri 32 trattori, che diventarono la base per i T-13 B1.

## T-13 B1 e B2
Soddisfatti dalle prestazioni del trattore Vickers 1934, l'esercito belga iniziò ad equipaggiare i 32 nuovi veicoli ordinati con il cannone anticarro 47 mm FRC Mle 1931. Essendo il pezzo abbastanza pesante ed a causa della struttura generale del trattore, con il baricentro a metà del veicolo, venne deciso di installare semplicemente il cannone scudato in fuga, rivolto all'indietro, lasciando spazio sufficiente per l'equipaggio e le munizioni.
L'impostazione generale del cacciacarri non si discosta da quella del trattore dal quale derivava. Le sospensioni erano del tipo Horstmann a molla elicoidale, con carrelli su due ruote cerchiate in gomma. Questo sistema, progettato da Sidney Horstmann ed utilizzato solo su veicoli leggeri, era impiegato anche sul Vickers Mk VI del British Army. Oltre ad essere relativamente facili da produrre, compatte e leggere, queste sospensioni avevano il vantaggio di una lunga durata e di una facile manutenzione sul campo. Il treno di rotolamento era costituito dalla ruota motrice anteriore e dalle quattro ruote portanti, mentre mancavano la ruota folle posteriore ed i rulli reggicingolo. Il motore era un Meadows a 5 cilindri a benzina, erogante 51 hp, con cambio a 4 marce con preselettore. La sterzata era comandata da una combinazione di frizioni di sterzo e freni indipendenti per ridurre il raggio. Il brandeggio del pezzo era manuale. Il mezzo non era dotato di radio.
La corazzatura di protezione era limitata, ma comunque migliore di quella del carro leggero T-15. Le piastre frontali erano costituite da 12 mm di acciaio temprato, sia sullo scafo che sulla torretta. La corazza laterale dello scafo e della torretta era ridotta a 6 mm di acciaio, al fine di ridurre peso, costi ed impatto politico del mezzo. Questo significa che i tre uomini di equipaggio erano protetti completamente solo da esplosioni indirette e schegge di granata ed adeguatamente da pallottole di armi da fuoco portatili nell'arco frontale ma non sui lati; soprattutto non era protetto dalle armi controcarro leggere, come il proiettile da .50 BMG, quello da 14,3 mm del fucile anticarro Boys e il 13,2 mm TuF tedesco. Inoltre, per brandeggiare il cannone su 360°, le scudature laterali del vano di combattimento dovevano essere ripiegate, esponendo l'equipaggio al fuoco di fucileria. Con le scudature laterali sollevate infatti, il brandeggio del pezzo era limitato a 120° nel settore posteriore.
L'armamento era abbastanza potente per un veicolo così leggero. L'arma principale era un cannone anticarro da 47 mm FRC Mle 1931, con un proietto anticarro da 1,52 kg che poteva penetrare 47 mm di acciaio a 300 m di distanza, prestazioni impressionanti per il tempo. La gittata massima era di 2.000 m e la disponibilità anche di granate HE rendeva il cannone utilizzabile anche nel ruolo anti-fanteria. L'armamento secondario era costituito da una mitragliatrice leggera FN Mle 1930 nel calibro belga 7,65 × 53 Mauser, montata in torretta, con una cadenza di tiro di 500-650 colpi al minuto.

### Produzione
Il prototipo T-13 B1 superò i test dell'esercito belga e nel 1935 ne venne autorizzata la produzione: l'azienda Miesse di Buizingen (15 km da Bruxelles) consegnò 32 B1, tutti basati sugli scafi dei trattori Vickers 1934. Il modello T-13 B2 era uno sviluppo successivo, che differiva per alcuni particolari dal predecessore B1: la differenza più importante era la torretta ridisegnata per offrire al veicolo una sagoma frontale più bassa. Tutti i 21 B2 (23 secondo alcune fonti) sembra siano riconversioni dei trattori Vickers 1934 precedentemente ordinati per gli Chasseurs ardennais, essendo stato il traino dei pezzi Bofors trasferito al più piccolo ed economico Vickers/Familleureux Utility Tractor. L'assemblaggio dei B2 terminò nel 1937.

## T-13 B3

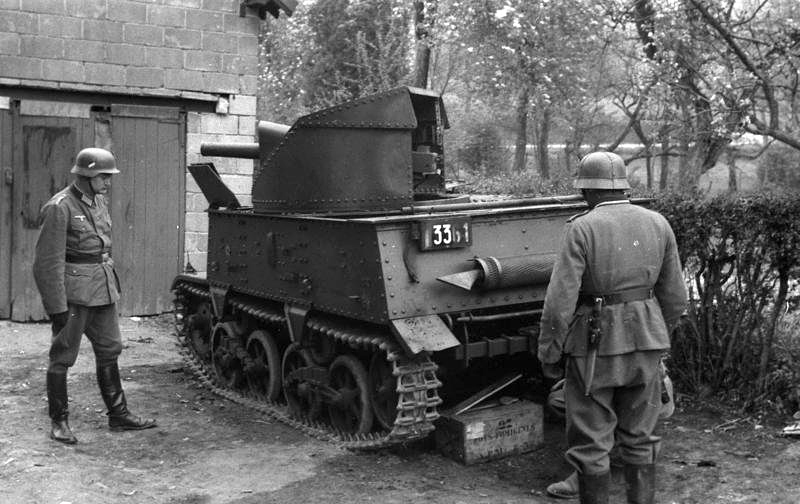
Due soldati tedeschi osservano un T-13 B3 catturato.

Nonostante le forze armate belghe fossero molto soddisfatte delle capacità di B1 e B2, vi erano degli evidenti limiti progettuali in entrambi i modelli. Lo scafo del trattore Vickers utilizzato come base dei cacciacarri non era infatti progettato per questo ruolo e soffriva perciò l'aumento di peso legato all'aggiunta di nuove componenti e sistemi. Il B1 risultava quindi sottopotenziato e piuttosto instabile come piattaforma di tiro, soggetto a malfunzionamenti meccanici dovuti al sovraccarico ed all'usura. Il peso a pieno carico era infatti di 4,5 tonnellate per 51 hp di potenza. Dalla necessità di limitare i pesi derivava il più importante dei limiti del mezzo, ovvero la scarsa protezione assicurata all'equipaggio. Da ultimo, ma non meno importante, l'importazione di veicoli completamente assemblati era una scorciatoia tecnicamente interessante ma troppo costosa per mettere in campo un numero adeguato di mezzi, specialmente con l'economia belga impantanata nella Grande depressione, penalizzata dalla contrazione della domanda industriale estera. Il progetto richiedeva quindi un generale ripensamento.

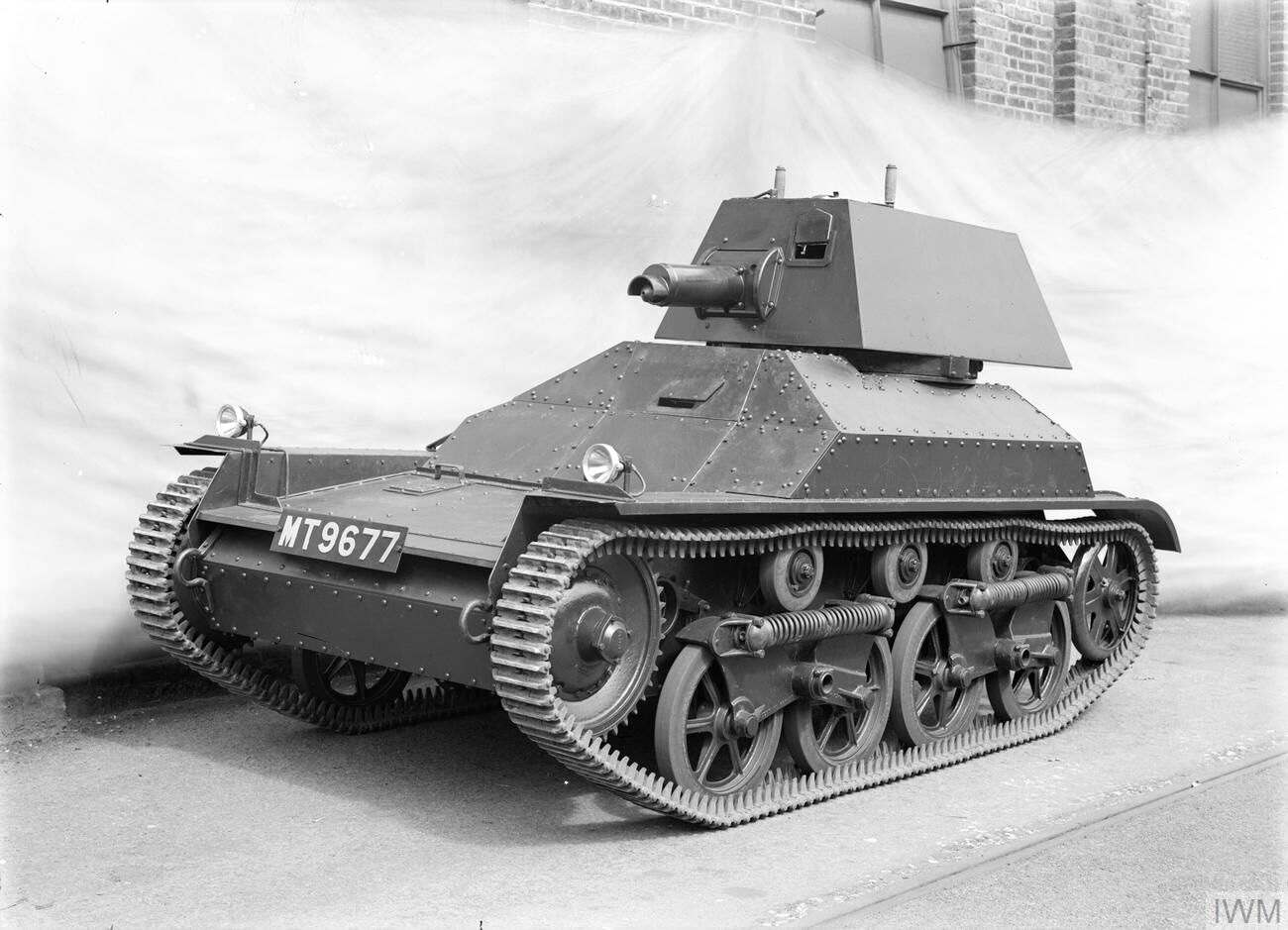
Un Vickers-Carden-Loyd Light Tank Mk IIB

Così, dopo la fallimentare esperienza con nuove aziende straniere, come la Renault nell'affare AMC 35, nel 1936 ci si rivolse al tradizionale fornitore Vickers-Armstrongs per l'importazione di un nuovo mezzo. Questo era il Vickers-Carden-Loyd Light Dragon Mk IIB nella versione export, equipaggiata con un motore Meadows esacilindrico da 88 hp a benzina ed un cambio ad ingranaggi scorrevoli. L'impostazione generale era identica a quella del carro leggero T-15, già in servizio nell'esercito belga, anch'esso progettato e prodotto dalla Vickers. Il treno di rotolamento era costituito dalla ruota motrice anteriore, dalla ruota folle posteriore, due carrelli ognuno con due ruote portanti gommate, con sospensioni Horstmann, e tre rulli reggicingolo. La sterzata era comandata da una combinazione di frizioni di sterzo e freni indipendenti per ridurre il raggio.
La maggiore superficie dei cingoli, i rulli reggicingoli ed un motore più grande e potente convinse i militari belgi della superiorità di questa piattaforma per il ruolo di cacciacarri. Inoltre, poiché l'azienda automobilistica Familleheureux già produceva su licenza il Vickers Utility Tractor, venne deciso di acquistare la licenza di produzione del nuovo veicolo per questa industria, invece di acquistare i mezzi già allestiti dal Regno Unito. Ciò consentiva una produzione più numerosa ed economica rispetto a quella delle versioni B1 e B2.
Il T-13 B3 definitivo era strutturalmente molto differente dalle due versioni precedenti. La scelta del numerale progressivo B3 per un mezzo in effetti del tutto nuovo era dovuta soltanto a ragioni economiche e politiche e per non provocare il vicino tedesco. Lo scafo del B3 era più grande, squadrato, con vano di combattimento chiuso. Il cannone non era più montato in fuga come nelle prime due versioni ma racchiuso in una torretta, aperta posteriormente. La corazzatura frontale era aumentata a 13 mm di acciaio, quella laterale a 7 mm, ancora insufficiente a proteggere da qualsiasi cosa più potente di armi da fuoco portatili, shrapnel e schegge di granata. Tuttavia, il vano equipaggio era abbastanza grande da accogliere 4 uomini, senza il bisogno di pannelli corazzati laterali, consentendo un brandeggio su 360° della torretta senza ridurre la protezione (già bassa) del mezzo. La parte posteriore rimaneva a cielo aperto, dal momento che il mezzo era ancora considerato un cacciacarri e non un carro da combattimento.
La differenza più importante e ovvia era il motore, più grande e potente, che consentiva di ridurre grandemente l'usura ed offriva indirettamente una piattaforma di tiro più stabile, oltre che una maggiore manovrabilità sul campo di battaglia. La velocità massima del B3 venne mantenuta per ragioni operative più o meno ai livelli dei due modelli precedenti, ovvero 41 km/h contro i 40 di questi ultimi. L'armamento, ad eccezione della sistemazione e dei sistemi di puntamento, era immutato, anche se veniva trasportato un maggior numero di munizioni. L'autonomia risultava aumentata dai 240 km di B1 e B2 ai 400 km della B3. Il peso totale era salito a 5,08 t.

### Produzione
A causa della necessità della Familleheureux di organizzare la produzione dopo l'acquisto della licenza Vickers nel 1936, le prime consegne avvennero solo nel 1938. Dopo lo scoppio della guerra nel settembre 1939, la produzione venne rafforzata per equipaggiare più unità possibili con il nuovo cacciacarri. Fin dall'entrata in servizio dei primi B3, l'esercito belga era finalmente soddisfatto del suo cacciacarri e continuò ad ordinarlo. La produzione si interruppe all'inizio dell'invasione tedesca del Belgio, dopo la consegna di 250-255 unità. Questi numeri, insieme a quelli di B1 e B2, portarono la produzione totale teorica a 303-311 cacciacarri T-13. Tuttavia alcune decine di veicoli erano ancora in via di allestimento in fabbrica al momento dello scoppio delle ostilità. Due dozzine di mezzi erano in via di consegna a nuove unità, ma con l'inizio della guerra non vi fu tempo per addestrare conduttori, cannonieri e meccanici, e questi mezzi vennero tenuti in riserva per i reparti che già ne erano equipaggiati o come fonte di pezzi di ricambio. In totale, solo 220 mezzi tra T1, T2 e T3 vennero effettivamente impiegati da unità operative, facendone comunque il mezzo cingolato più numeroso in servizio con l'esercito belga.

## Impiego operativo
Durante la guerra vennero schierate in totale 16-18 compagnie equipaggiate ciascuna con 12 T-13, oltre ad un certo numero di singoli veicoli e squadre. La maggior parte delle compagnie venne assegnata ad alcune divisioni di fanteria esistenti: la 1ª, la 2ª, la 3ª, la 4ª, la 7ª, l'8ª, la 9ª, la 10ª, la 11ª e la 18ª avevano ognuna in organico una singola compagnia di cacciacarri al 10 maggio 1940. Solo la 1ª Divisione Chasseurs ardennais e le due divisioni di cavalleria schieravano ognuna 2 o 3 compagnie. Insieme con i 42 carri T-15 operativi, le due divisioni di cavalleria schieravano quindi circa 50 cingolati corazzati ognuna; la fanteria era invece trasportata principalmente su motocicli, autocarri ed alcuni veicoli blindati ruotati. Dal punto di vista operativo, le forze armate belghe, ad eccezione delle unità di cavalleria, seguivano l'inefficace dottrina francese dello spacchettamento delle forze corazzate. Invece di impiegare quelle corazzate come unità indipendenti, sfruttandone al massimo le loro doti di velocità e mobilità, esse venivano distribuite ed impiegate per rinforzare le unità di fanteria, adattandole ad una tattica difensiva lineare e poco flessibile, penalizzandone l'efficacia sul campo di battaglia. Tale dispersione creava anche un problema "psicologico" nei comandanti della fanteria, che erano restii a rischiare in battaglia i pochi mezzi corazzati loro assegnati.
In guerra, il T-13 era ancora soggetto a malfunzionamenti e rotture, specialmente le più vecchie e sottopotenziate versioni B1e B2, ma anche le unità equipaggiate con i B3 appena consegnati, spesso addestrate per il nuovo mezzo in pochi giorni, ebbero problemi. Per esempio, l'8ª Compagnia del 2º Reggimento Grenswielrijders/Cyclistes-Frontière ebbe un T-13 fuori uso nei primi giorni di guerra e, dopo 8 giorni di combattimento, poteva schierare solo 4 dei 12 mezzi in dotazione: oltre ad alcuni persi in combattimento, metà di questi vennero persi a causa di problemi meccanici o per bombardamenti della Luftwaffe. Il cielo aperto del vano di combattimento rendeva i T-13 estremamente vulnerabili agli attacchi aerei e la superiorità aerea dei tedeschi durante la guerra sul fronte occidentale causò grandi perdite. Inoltre il mezzo era vulnerabile ai colpi di artiglieria e anche a quelli di mortai leggeri.
L'assenza di dotazioni radio era un altro importante problema, che spesso immobilizzava intere unità in attesa di una staffetta su motocicletta che fungesse da collegamento. Spesso le unità corazzate si trovarono a soli pochi chilometri dai combattimenti senza saperlo oppure ferme in attesa di ordini. Questo problema tuttavia era comune a tutte le forze corazzate europee, ad eccezione dei gruppi Panzer tedeschi, gli unici adeguatamente equipaggiati, avendo compreso l'importanza delle comunicazioni senza filo nell'ambito di una battaglia ad alta mobilità. Molto più importante però era la ridotta protezione, comune a T-13, Vickers Mk VI, Renault R35 e Renault FT. Pertanto, nonostante la potenza dell'armamento installato, questi mezzi non avevano una reale capacità controcarri: molto spesso, quando T-13, T-15 ed anche i più pesanti AMC 35 dell'esercito belga tentavano di contrattaccare, i 3,7 cm PaK 36 tedeschi o mezzi corazzati similmente armati inflissero pesanti perdite. Tuttavia, a causa delle dette limitazioni politiche sugli armamenti pesanti, né i T-13 né i T-15 erano stati progettati per questa missione.
D'altra parte, il cannone da 47 mm si dimostrò molto valido ed efficace contro i mezzi corazzati nemici, anch'essi poco corazzati quanto potentemente armati. Il 10 maggio 1940, dopo aver attraversato nella notte il piccolo Lussemburgo senza incontrare particolare resistenza, il gruppo da ricognizione della 1. Panzer-Division venne bloccato da un singolo T-13 della 4ª Compagnia della 1ª Divisione da montagna Chasseurs ardennais fuori dalla città di Martelange, con un paio di blindati tedeschi messi fuori combattimento. In un'altra occasione, nel pomeriggio del 12 maggio 1940, il 3º Reggimento Lansiers/Lanciers eliminò un gruppo da ricognizione tedesco che stava avanzando sulla strada tra le città di Zoutleeuw e Drieslinter, neutralizzando le rimanenti fanterie con il fuoco delle mitragliatrici. Un'altra volta, un solo colpo da 47 mm attraversò da parte a parte lo scafo di un Panzer IV, continuando la sua traiettoria.
Con un equipaggio di 4 membri su ogni B3 (le versioni B1 e B2 avevano un equipaggio di 3 uomini), il carico di lavoro era ben distribuito e, se ben addestrate, le unità di T-13 potevano ben sfruttare i loro cacciacarri. Di fronte a bersagli "morbidi", i T-13 si comportavano ottimamente: questi parteciparono al riuscito contrattacco di Kwatrecht, presso Gent, il 20 maggio 1940, che respinse 192º e 234º Reggimento fanteria della Wehrmacht, fino a quando le truppe britanniche a sud di Oudenaarde ricevettero il 22 maggio l'ordine di evacuazione da Dunkerque e ruppero il contatto sul fronte belga il giorno successivo.

## Impiego tedesco
La battaglia del Belgio terminò il 28 maggio 1940 con l'occupazione tedesca del Paese. La Wehrmacht catturò tutti i T-13 ancora operativi che non erano stati sabotati dagli equipaggi. Essi furono frettolosamente marcati con la Balkenkreuz per distinguerli dai mezzi nemici. Apparentemente, alcuni di questi veicoli parteciparono alla restante parte della guerra contro l'esercito francese, anche se non è chiaro quanti di questi mezzi vennero impiegati. La designazione tedesca per questi cacciacarri fu Panzerjäger VA 802(b). Molti di questi veicoli probabilmente non lasciarono mai il Belgio, dove vennero assegnati alle scuole di pilotaggio e come carri bersaglio, per supporto di fuoco leggero, sicurezza aeroportuale, controguerriglia e probabilmente nelle difese costiere del Vallo Atlantico, oltre ad essere usato per i rottami metallici più tardi durante la guerra. Tuttavia, a parte alcune evidenze fotografiche, si conosce molto poco dell'uso che i tedeschi fecero del T-13. Esiste un solo T-13 B2 sopravvissuto, esposto al Museo reale dell'esercito e della storia militare di Bruxelles.